# Stefan (Beyene)
Stefan (imię świeckie Gebremichael Beyene, ur. 1959) – duchowny Etiopskiego Kościoła Ortodoksyjnego, od 2004 arcybiskup Dżimmy. Sakrę biskupią otrzymał 12 lipca 1999.